# 蔣堅忍
蔣 堅忍（しょう けんにん / チャン・チェンレン、1902年（光緖28年）9月25日 - 1993年2月9日）は、中華民国の軍人。別名は斌。字は孝全。最終階級は陸軍中将。黄埔4期。陸空軍の政治・教育部門に長らく携わった。

## 略歴
青年期は上海翻砂廠にて学徒工として働き、寧波に大中書店を開設。
上海大学卒業後、黄埔軍校4期入学。1926年7月、国民革命軍総司令部に北伐に参加。同年冬に特別党部主任秘書。監察委員として『青白紅週刊』刊行。1927年、第26軍政治部主任。
1929年4月、国民党漢口市党部委員兼秘書長、のち民衆訓練委員会主任。8月、漢口特別市政府社会局長。中原戦争勃発後、討逆宣伝総隊総隊長を経て1930年7月、討逆軍第2剿匪宣伝大隊長。
1931年9月、少将、国民革命軍総司令行営第2宣伝処長。満州事変後、武漢にて『奮鬥報』『人民週刊』刊行。
1932年10月1日、杭州・筧橋の軍政部航空学校政治訓練処処長。1933年7月17日、中央航空学校弁公庁主任。政治教官に羅霞天などCC系人材を重用。一方で、CC団と敵対する藍衣社とも接近し、戴笠・魏大銘らと連携して1935年9月より各地に海空監視哨などの防空網の拡充や航校内部での防空情報訓練班の設置で同意を交わした。
同年春ごろ、剿共作戦で体調を崩し杭州に療養中だった胡宗南と親交を深める。これがのちに彼の部下として引き抜かれるきっかけとなる。
また、副校長毛邦初の上海での豪遊など私生活の放蕩ぶりを告発、失脚に追い込む。その後、海外視察から帰国した毛邦初より「蔣堅忍の本当の姓は張であり、蔣介石の氏族を装って不当に取り入ろうとした」と告発されると、自身の家系図を公表し「わが一族は先祖代々蔣である」「私が領袖に従っている理由は革命ただ一つであり、蔣姓を装う理由などない」と激しく反論。さらに自身の誠意を示すため、官職を辞し航空学校生徒5期第2班生に加わる。広東分校などで訓練を重ね、1936年10月卒業、蔣介石の激賞を得る。間もなく職務に戻り中央航空学校副校長、また杭州防空司令部副司令および筧橋地区防空指揮官兼任。
日中戦争勃発後、空軍軍官学校の昆明移転、柳州分校の拡充などに努める。1938年1月、航空委員会政治部主任。広報誌「中国的空軍」の発刊に携わる。
1939年、西安の西北大学校址の戦時工作幹部訓練第四団（教育長：胡宗南）副教育長。翌年には西北労働営主任兼教育長兼任。1941年1月、安徽省にて皖南事変が起こると、延安でも共産党員との衝突の著しがあり、共産党鎮圧と民衆の抗日再団結のため2月に西安にて軍事委員会陝西組織動員指揮部が設置される。蔣は同隷下の大茘県の商同区指揮官として河防の民衆動員を担った。9月、熊斌の提言で動員指揮部は解体され、大茘第三行政督察専員。
1942年1月、陝西省第八区行政督察專員兼保安司令。1944年1月29日、陝西省政府委員兼民政庁長。
1946年3月、陝西省代表選挙総監督、また制憲国民大会に参加。47年5月、西安綏靖公署戦地政務委員会主任委員。
1948年8月陝西省政府委員兼秘書長。1949年2月、 浙江省政府委員兼民政庁長。11月、西南軍政長官公署秘書長。
12月の遷台のち1950年、陸軍総司令部政治部主任。1955年秋、国防部総政治部主任。1961年1月、国防部常務次長。
1965年の退役後、高雄硫酸錏公司董事長。また中国国民党第8、9、10届全国代表大会にて中央評議委員に選任される。
1969年9月、香港大漢芸術書院より教育博士名誉学位授与。
1970年1月、スウェーデンの聖オラフ大学より経済博士、3月には法学栄誉学位を授与される。
1976年7月、財団法人連合船舶設計発展中心董事長。

## 著書
- 『日本帝國主義侵略中國史』現代書局, 1932
- 『將來大戰與中國』大風社, 1935
- 『總政治部蔣主任訪美報告臺北』國防部總政治部, 1960